# Stor-Lintjärnen
Stor-Lintjärnen är en sjö i Härjedalens kommun i Härjedalen och ingår i Ljusnans huvudavrinningsområde. Sjön har en area på 0,112 kvadratkilometer och ligger 315,1 meter över havet. Sjön avvattnas av vattendraget Linan.

## Delavrinningsområde
Stor-Lintjärnen ingår i det delavrinningsområde (690443-144722) som SMHI kallar för Ovan 690239-144835. Medelhöjden är 329 meter över havet och ytan är 4,46 kvadratkilometer. Räknas de 6 avrinningsområdena uppströms in blir den ackumulerade arean 39,36 kvadratkilometer. Linan som avvattnar avrinningsområdet har biflödesordning 3, vilket innebär att vattnet flödar genom totalt 3 vattendrag innan det når havet efter 220 kilometer. Avrinningsområdet består mestadels av skog (69 procent). Avrinningsområdet har 0,11 kvadratkilometer vattenytor vilket ger det en sjöprocent på 2,5 procent.